# Amphiprion fuscocaudatus
Amphiprion fuscocaudatus és una espècie de peix de la família dels pomacèntrids i de l'ordre dels perciformes.

## Morfologia
- Els mascles poden assolir 14 cm de llargària total.[2][3]

## Hàbitat
Viu en zones de clima tropical (3°S-10°S), associat als esculls de corall, a 5-30 m de fondària i en simbiosi amb l'anemone Stichodactyla mertensii.

## Distribució geogràfica
Es troba a l'oest de l'oceà Índic: Seychelles i Aldabra.